# Max Mellin
Max Mellin (* 30. Januar 1904 in Berlin als Max Erwin Neumann; † 17. März 1977 in Mühldorf am Inn) war ein deutscher Filmarchitekt mit langjähriger Karriere bei hochkarätigen Kino-Produktionen.

## Leben und Wirken
Max Neumann war der Sohn der unverheirateten Erna Neumann, einer Tochter des Bildhauers Richard Neumann (1848–1930), die 1912 den Kaufmann Erich Mellin heiratete.
Von 1917 bis 1919 absolvierte Max Mellin eine Lehre bei einem Innenarchitekten. Am 1. März 1920 begann er eine zwölfmonatige praktische Lehrausbildung bei dem Berliner Hofmöbelfabrikanten Carl Müller & Co., eine weitere Lehre erfolgte ab 1923 bis Silvester 1924 bei dem Berliner Einrichtungshaus Redelsheimer, wo er mit der Kontrolle von Baustellen und der Lohnauszahlung befasst war.
Zu Beginn des Jahres 1925 debütierte Mellin beim Film, seine Arbeiten bis 1930 waren fast ausschließlich Tätigkeiten als Hilfsarchitekt und zweiter Architekt für Chef-Szenenbildner wie Robert Neppach und Erich Kettelhut. Ab 1928 stand er im Dienst der UFA.
1930 erhielt Mellin seine erste Namensnennung als Co-Chefarchitekt bei der deutschen Version eines italienischen Films (Il canzone dell’amore). 1933 rückte Mellin, an der Seite Kettelhuts, seines Mentors der vergangenen fünf Jahre, endgültig zum Chefarchitekten auf. Das Duo Kettelhut/Mellin trennte sich Ende 1935. Mellin entwarf daraufhin zunächst allein die Dekors für UFA-Filme, darunter wenige Top-Produktionen wie Marika Rökks Eine Nacht im Mai, aber auch für Werke der Terra.
Ab 1939 bis Ende 1943, dem Jahr, in dem Mellin in dem Hans-Albers-Filmklassiker Große Freiheit Nr. 7 das Hamburger Amüsier-Milieu auf St. Pauli im Terra-Atelier wiederauferstehen ließ, baute Mellin mehrmals die Kulissen für Inszenierungen Helmut Käutners. Ab 1941 wurde ihm der Nachwuchs-Architekt Gerhard Ladner zur Seite gestellt.
Nach Kriegsende überbrückte Mellin die filmlose Zeit für zwei Jahre mit Entwürfen zu von Fritz Odemar inszenierten Bühnenshows, in denen deutsche Sängerinnen, Schauspielerinnen und Tänzerinnen wie Margot Hielscher vor GIs auftraten. Die erste Filmtätigkeit nach 1945 ergab sich 1947 bei der teilweise in den Westzonen entstandenen US-Produktion Berlin-Express, dessen deutsche Bauten Mellin entwarf. Ein Jahr darauf arbeitete Mellin auch wieder für heimische Produktionsfirmen, zunächst für Heinz Rühmanns Comedia.
Mellins Aufgaben in den 50er und frühen 60er Jahren umfassten vor allem Bauten für Heimat- und Kriegsfilme, Massenunterhaltung ohne größeren Anspruch.
Im Laufe der 60er Jahre kamen auch Aufträge vom Fernsehen hinzu. So entwarf Mellin beispielsweise die Dekos für die ZDF-Krimiserie Das Kriminalmuseum. Zuletzt war er auch mit dem Entwurf der Filmbauten zu zwei sadistisch angehauchten Horrorfilmen des Produzenten, Schauspielers und Regisseurs Adrian Hoven beschäftigt. Zu diesem Zeitpunkt (Anfang der 70er Jahre) galt Max Mellin als der letzte noch aktive Chefarchitekt aus der frühen Tonfilmzeit Deutschlands.
Mellin, der Domizile in München und Ringsee besaß, zog sich nach seinem Berufsende ins Privatleben nach Mühldorf zurück, wo er in der Nacht zum 17. März 1977 verstarb.

## Filmografie (Auswahl)
| - 1930: Liebeslied - 1933: Kind, ich freu’ mich auf Dein Kommen - 1933: Abel mit der Mundharmonika - 1933: Des jungen Dessauers große Liebe - 1933: Die schönen Tage von Aranjuez - 1934: Die Töchter ihrer Exzellenz - 1934: Fürst Woronzeff - 1935: Frischer Wind aus Kanada - 1935: Ehestreik - 1935: Schwarze Rosen - 1936: Weiberregiment - 1936: Waldwinter - 1936: Verräter - 1937: Der Herzensbrecher (Gueule d’amour) - 1937/53: Starke Herzen - 1938: Verklungene Melodie - 1938: Eine Nacht im Mai - 1938: Die Geliebte - 1939: Der Gouverneur - 1939: Kitty und die Weltkonferenz - 1939: Die guten Sieben - 1940: Für die Katz - 1940: Falschmünzer - 1941: Familienanschluß - 1941: Illusion - 1942: Wir machen Musik - 1942: Der Seniorchef - 1943: Ich brauche Dich - 1944: Große Freiheit Nr. 7 - 1944: Der grüne Salon - 1945: Das seltsame Fräulein Sylvia (unvollendet) - 1947: Berlin-Express (Berlin Express) - 1948: Die kupferne Hochzeit - 1949: Hallo Fräulein! - 1949: Der blaue Strohhut - 1949: Manege frei (Au revoir, Monsieur Grock) - 1950: Alles für die Firma - 1950: Die fidele Tankstelle - 1950: Schatten über Neapel - 1951: Die Dame in Schwarz - 1951: Gefangene Seele - 1952: Türme des Schweigens - 1952: Der eingebildete Kranke - 1952: Rosen blühen auf dem Heidegrab | - 1953: Der letzte Walzer - 1954: Meines Vaters Pferde I. Teil Lena und Nicoline - 1954: Meines Vaters Pferde II. Teil Seine dritte Frau - 1954: Das sündige Dorf - 1954: Der Engel mit dem Flammenschwert - 1954: Die verschwundene Miniatur - 1955: Oase - 1955: Wunschkonzert - 1955: Suchkind 312 - 1956: Beichtgeheimnis - 1956: Die goldene Brücke - 1956: Der Meineidbauer - 1957: Der Stern von Afrika - 1957: Junger Mann, der alles kann - 1957: Frauenarzt Dr. Bertram - 1958: Blitzmädels an die Front - 1958: Mein Mädchen ist ein Postillion - 1959: Arzt aus Leidenschaft - 1959: Laß mich am Sonntag nicht allein - 1960: Ein Student ging vorbei - 1960: Der Held meiner Träume - 1960: Frau Irene Besser - 1961: Der Hochtourist - 1961: Was macht Papa denn in Italien? - 1961: Isola Bella - 1961: Der verkaufte Großvater - 1962: Muß i denn zum Städtele hinaus - 1962: Das schwarz-weiß-rote Himmelbett - 1963: Das Kriminalmuseum (TV-Serie) - 1963: Die fünfte Kolonne (TV-Serie) - 1964: Die Lady - 1964: Die schwedische Jungfrau - 1964: Dr. med. Hiob Prätorius - 1965: Das Geheimnis der drei Dschunken - 1965: Agent 505 – Todesfalle Beirut - 1966: Das sündige Dorf - 1966: Zärtliche Haie - 1968: Das Go-Go-Girl vom Blow-Up - 1969: Sieben Tage Frist - 1969: Hexen bis aufs Blut gequält - 1970: Siegfried und das sagenhafte Liebesleben der Nibelungen - 1970: Nachbarn sind zum Ärgern da - 1972: Betragen ungenügend! - 1972: Hexen – geschändet und zu Tode gequält |

## Auszeichnungen
- 1963: Bundesfilmpreis für Das schwarz-weiß-rote Himmelbett (Beste Filmarchitektur – gemeinsam mit Bruno Monden und Jürgen Rose)